# Шереметьев, Сергей Дмитриевич
Сергей Дмитриевич Шереметьев — советский учёный и хозяйственный деятель.

## Биография
Родился в 1908 году. Член КПСС.
Образование высшее (окончил Московский институт золота и цветных металлов)
С 1930 года — на хозяйственной, общественной и политической работе.
До 1940 гг. — инженер-металлург никеля на предприятия Ленинградской и Мурманской областей
- В 1940—1945 гг. — инженер-проектировщик комбината «Североникель».[1]
- В 1946—1978 гг. — директор института «Гипроникель».[2]

За разработку и внедрение на комбинате «Южуралникель» новой технологии в производстве никеля и кобальта с применением кислорода, автоклавного и сорбционного процессов был в составе коллектива удостоен Государственной премии СССР в области науки и техники 1974 года.
Умер после 1980 года в Ленинграде.

## Награды
- Орден Ленина[2]
- Орден Трудового Красного Знамени (трижды)[2]
- Орден «Знак Почёта»[2]